# Massimiliano Cappellini
Massimiliano Cappellini (Bollate, 2 gennaio 1971) è un dirigente sportivo ed ex calciatore italiano, di ruolo attaccante.

## Carriera

### Giocatore

#### Club
Promettente prodotto del vivaio del Milan, nel quale entra all'età di 10 anni. Compie tutta la trafila delle giovanili e il 28 febbraio 1988 a 17 anni esordisce in Serie A in prima squadra, contro la Sampdoria. Nella stagione successiva esordisce anche in Coppa dei Campioni, subentrando nei tempi supplementari nella gara di ritorno degli ottavi di finale giocata a Belgrado, contro la Stella Rossa, e vinta ai calci di rigore.
Nel 1989 passa al Monza, in Serie B, ma già a novembre viene girato al Piacenza, dove rimane per tre stagioni conquistando la promozione in Serie B nel campionato 1990-1991, nel quale realizza 7 reti.

Un giovane Cappellini agli esordi con il Milan nella stagione 1988-1989.

Rientrato al Milan, passa nuovamente in prestito all'Atalanta, dove non gioca mai chiuso da Ganz e Rambaudi, e da settembre al Como, dove mette a segno 14 reti in 15 partite nel campionato di Serie C1 1992-1993, anche se a fine dicembre '92 si rompre il perone, infortunio che lo tiene lontano dal campo per due mesi e mezzo.
La buona stagione lariana gli vale il trasferimento in comproprietà al Foggia in Serie A. Rimane in Puglia per due stagioni nella massima serie, conquistando la salvezza con Zdeněk Zeman e senza poter evitare la retrocessione nella stagione successiva con Enrico Catuzzi. Nel 1995 lo preleva il Parma, per girarlo al Piacenza nell'ambito del trasferimento di Filippo Inzaghi ai ducali, dove è la seconda scelta dell'attacco emiliano dietro Nicola Caccia e Gianpietro Piovani; contribuisce comunque con due reti in 28 partite alla prima salvezza della squadra piacentina in Serie A.
A fine stagione viene ceduto all'Empoli, dove realizza 16 reti contribuendo alla promozione dei toscani in Serie A; nella stagione successiva le reti nella massima serie sono 9, record personale. All'inizio della stagione 1998-1999 subisce un grave infortunio al ginocchio, che ne pregiudica la stagione e ne modifica il gioco, arretrando la posizione negli anni successivi nel ruolo di mezzapunta. Rimane in forza agli azzurri fino alla stagione 2004-2005, diventandone una bandiera e disputando in totale quattro stagioni in Serie A e cinque in Serie B.

#### Nazionale
Appena uscito dalla primavera del Milan, nel 1988, giocò 5 partite con la nazionale Under-16, realizzando 4 reti.
Nel 1993 con la nazionale olimpica partecipò ai Giochi del Mediterraneo in Francia, venendo convocato per 5 partite ma senza mai scendere in campo.

### Dirigente sportivo
Dopo aver appeso le scarpette al chiodo ha svolto il ruolo di team manager dell'Empoli. Nel dicembre 2010 diviene direttore generale dello Spezia, incarico che mantiene fino al 15 marzo 2011.
Nel luglio 2011 fa nuovamente ritorno all'Empoli, come direttore generale del settore giovanile.

## Palmarès

### Club

#### Competizioni nazionali
- Campionato italiano: 1

Milan: 1987-88
- Serie C1: 1

Piacenza: 1990-1991
- Serie B: 1

Empoli: 2004-2005

#### Competizioni internazionali
- Coppa dei Campioni: 1

Milan: 1988-1989